# Изневяра (филм, 2002)
„Изневяра“ (на английски: Unfaithful) е американски еротичен трилър от 2002 г., режисиран и продуциран от Ейдриън Лайн. Във филма участват Ричард Гиър, Даян Лейн, Оливие Мартинес, Ерик Пер Съливан, Чад Лоу и Доминик Шайнийз.